# Idee
O idee (greacă: ἰδέα, de la eidon: am văzut) este o imagine care există în minte.
Noțiunea idee este un termen generic pentru diferite forme ale cunoașterii logice; concept, părere, gând, judecată. Sinonime sunt intenție, plan, proiect. Idee fixă = imagine, gând delirant izolat, intens și durabil, neaccesibil analizei critice raționale. (În expresie, familiar) A intra la idei (sau la idee) = a se preocupa, a se îngrijora. (Adverbial) Puțin, un pic, nițel. Cf. Mic dicționar enciclopedic, op. cit.

## Istoria ideilor
Cuvântul idee are origine greacă, anume eidos, însemnând formă, figură, aspect, dar sensul primar a evoluat mult în timp căpătând o amplitudine semantică enormă, imposibil de curprins în câteva cuvinte. Ideea în sensul actual poate însemna generic o stare conceptuală a minții, descriind o anume stare din realitate. Unul din cele mai uzuale sensuri particularizează ideea ca noutate conceptuală, ca idee problemă, idee soluție la o anume problemă, sau idee scop vizând o anume strategie de alegere între o mulțime de opțiuni. Practic istoria ideilor se confundă cu istoria evoluției entității om, fiecare idee cuprinde și descrie cumva o parte din realitate, o parte din individualitate, sau o relație între individualitate și realitate.
Cele mai simple sensuri idei definesc realități forma sau obiect, conform sensului antic grec, dar treptat acoperă moduri fenomenale mai complicate de tip mișcare, relație, unealtă, funcție, etc.
Vom propune o sumară și convențională ierarhizare a evoluției sensului idee în timp pentru a pune în evidență creșterea de complexitate structurală și dinamica a conceptului.
Vom sugera o ipotetică ierarhie a construcției conceptului idee în timp și vom caracteriza succint fiecare interval idee din ierarhia propusă.
1-Idei formă, idei obiect, înțelese ca părți fixe, ca obiecte aparținând ambientului fenomenal sau social.
2-Idei cinetice, idei predicat caracterizând mișcarea formelor naturale, sau a părților corpului subiectului.
3-Idei relație, separând și particularizând condiționări poziționale, multi situante sau dinamice, între forme sau între mulțimi de predicate.
4-Idei proprietate particularizând o anume calitate a formei, relației sau mișcării, proprietatea fiind separabilă senzorial sau intelectiv și cumva utilizabilă de subiect.
5-Idei acțiune, definind o schimbare de stare, de formă, de mișcare, de relație sau mixtă, în realitatea observată și reprezentată.
6-Idei interacțiune implicând distingerea agenților care acționează cuplat și alocând fiecăruia particularitatea modală a implicării.
7-Idei funcție caracterizând un ansamblu de idei forme, relații, mișcări sau proprietăți conexate care determină o interacțiune determinată într-un spațiu obiectual procesual dat.
8-Idei persoană caracterizând individul conștient, posesor de capabilități de a identifica, atribui, crea sau controla moduri idei.
9-Ideea de valoare, concept subtil care pune în evidență caracteristica satisfiantă sau utilitară a stării idee, fie formă sau proces, în diversitatea sensurilor sale. 
10-Idei de grup social, cuprinzând un număr de individualități cuplate interactiv și valorizant.
Se mai pot adăuga alte dimensiuni conceptuale agregatului 'idee' și se poate face o analiză și construcție semnificantă pentru fiecare varietate, ajungând la o desfășurare tematică care riscă să acopere toată cunoașterea umană.
Se pot trece în revistă descoperiri fundamentale în tehnologie, știință, artă, metafizică, etc și se pot propune exemple.
Unele idei ingenioase au vizat transformarea formei rezultând o diversitate de unelte și aplicații, poate cel mai ilustrativ exemplu fiind descoperirea aplicațiilor cercului, ducând la roată și toate consecințele.
Interacțiunea între indivizi a creat două macro stări în spațiul social, anume cooperarea și conflictul, cooperarea fiind punerea în comun a performanțelor constructive fizice și mentale ale indivizilor pentru a rezolva o problemă comună, iar confruntarea vizând utilizarea prin forță a potențialului creativ al semenilor în folos propriu.
Spațiul uneltelor și tehnologiilor a avut cel mai mare câștig din emularea intelectului, din căutarea și aplicarea ideilor.
Odată ce omul a înțeles că rațiunea și inventivitatea îi pot furniza mijloace pentru sporirea calității vieții, tot mai multe minți au intrat în infinitul univers al căutării ideilor și au început să îl exploreze, rătăcindu-se în nelimitarea lui.
Nu trebuie ignorat teritoriul ideilor să spunem abstracte caracterizante de forme, relații și proprietăți inventate de intelect. Matematica este cea mai mare descoperire a minții umane, ea oferind o măsură cantitativă a formelor, relațiilor, calităților și proceselor, permițând omului să construiască modele fenomenal predictive, să își proiecteze și dimensioneze corect uneltele și să înțeleagă în profunzime cauzalitatea naturală.
Dar și alte intervale ale gândirii și creativității au evoluat în paralel.
Conceptul de valoare a primit aplicații nenumărate când omul a descoperit că poate crea obiecte care satisfac plăceri, orientând potențialul ideatic și gestual către căutarea de structuri și funcții care depășeau rolul de pure utilități, generând stări senzuale sau emotive.
Treptat omul a descoperit arta, domeniu al magiei creative unde realitatea capătă altă modalitate, agresând simțurile cu surpriză și încântare.
Inventarea de poveștiri realiste sau pur imaginare, a deplasat omul obișnuit în continentul minții semenilor inventivi, generând interacția între inteligențe și dece nu între emoții, accentuând socializarea și transformând individul în prima și cea mai amplă și dorită valoare, din toate cele accesibile, sau numai gândite ca posibile.
Folosirea intensivă și generalizată a limbajului natural pentru a descoperi idei și efecte noi a realizat o mulțime de limbaje noi, specializate, adaptate semnificării și descrierii de forme, relații și dependente foarte specifice, greu sau imposibil de surprins analizant și corelant numai prin sensurile naturale.
Limbajul sau mai bine spus limbajele matematice este cel mai bun exemplu de invenție a unei mulțimi de particularități semnificante foarte precise, cu care se poate opera logic astfel încât să se demonstreze posibilitatea sau interdicția diferitelor ipoteze de stare formă, relație sau acțiune.
Curgând pe nenumăratele fluvii ale modurilor gândirii omul a ajuns în prezent, unde este asaltat de ideile proprii dar mai ales de cele ale semenilor, întreaga lui viață devenind o căutare și o valorificare de produs ingenios al minții.